# Кёрборн
Кёрборн (нем. Körborn) — община в Германии, в земле Рейнланд-Пфальц. 
Входит в состав района Кузель. Подчиняется управлению Кузель.  Население составляет 364 человека (на 31 декабря 2010 года). Занимает площадь 5,86 км².